# Konkona Sen Sharma

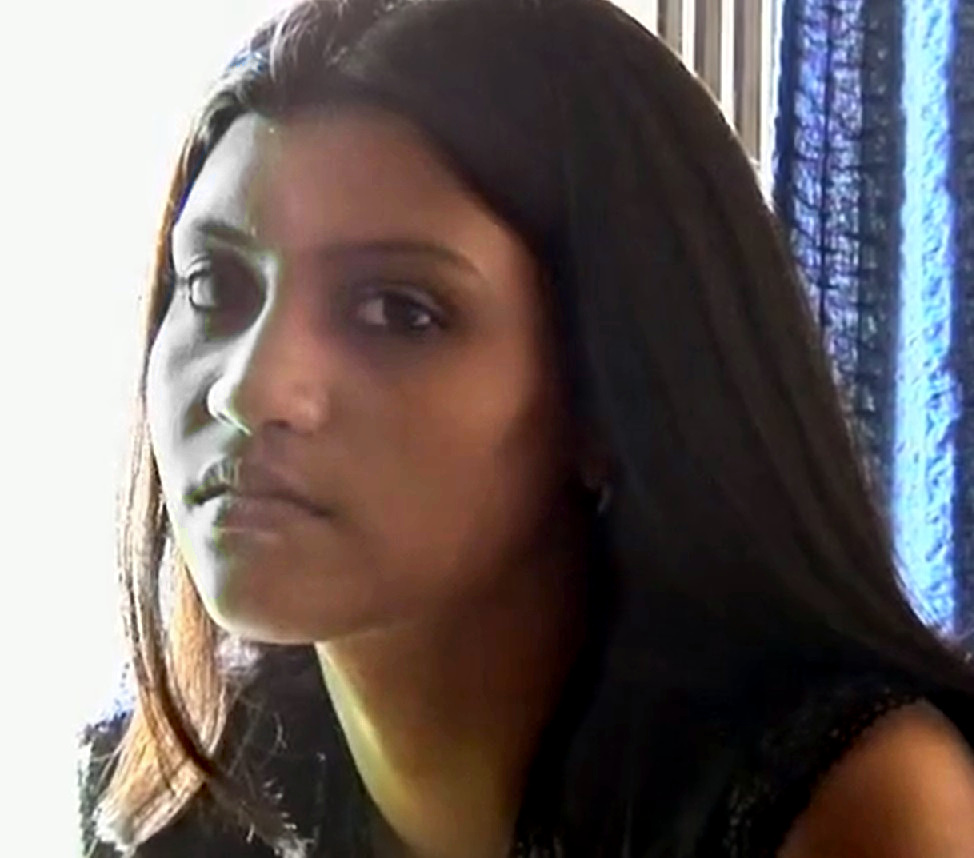
Sen Sharma 2012

Konkona Sen Sharma (nacida en Nueva Delhi, 3 de diciembre de 1979) es una actriz del cine de la India. Hija de la directora Aparna Sen es conocida por sus papeles en las películas del cine arte. Ha actuado en Mr. and Mrs. Iyer (2002), Page 3 (2005), Omkara (2006) y Life in a... Metro (2007).
Debutó en el cine bengalí con Ek Je Aachhe Kanya y Titli (2002). Se ganó los elogios de la crítica y el Premio Nacional a la Mejor Actriz por su papel en la película inglesa Mr. and Mrs. Iyer dirigida por su madre. Entró a Bollywood con Page 3 (2005) de Madhur Bhandarkar. Ganó Premios Filmfare por su papeles en Omkara y Life in a... Metro también. 
En 2008 Konkona Sen Sharma y el actor Ranvir Shorey se comprometieron. Se casaron el 3 de septiembre de 2010 en Versova, Mumbai.
Es una persona de género no binario, afirmando en entrevistas que no se sentía ningún género concreto.

## Filmografía
| Año  | Película                 | Papel                     | Idioma  | Notas |
| ---- | ------------------------ | ------------------------- | ------- | --- |
| 1983 | Indira                   | Child artist              | Bengalí | |
| 1989 | Picnic                   | Hija                      | Bengalí | TV |
| 1994 | Amodini                  | Madrastra                 | Bengalí | |
| 2001 | Ek Je Aachhe Kanya       | Ria                       | Bengalí | |
| 2002 | Titli                    | Titli                     | Bengalí | |
| 2002 | Mr. and Mrs. Iyer        | Meenakshi Iyer            | Inglés  | Ganadora, National Film Award for Best Actress                                                              |
| 2004 | Chai Pani Etc.           | Shanti/Radha Joshi        | Inglés  | |
| 2005 | Amu                      | Kaju "Amu"                | Inglés  | |
| 2005 | Page 3                   | Madhvi Sharma             | Hindi   | |
| 2005 | 15 Park Avenue           | Mithi                     | inglés  | |
| 2006 | Dosar                    | Kaberi Chatterjee         | Bengalí | |
| 2006 | Mixed Doubles            | Malti                     | Hindi   | |
| 2006 | Yun Hota To Kya Hota     | Tilottima Punj            | Hindi   | |
| 2006 | Omkara                   | Indu                      | Hindi   | Ganadora, Filmfare Best Supporting Actress Award Ganadora , National Film Award for Best Supporting Actress |
| 2006 | Deadline: Sirf 24 Ghante | Sanjana                   | Hindi   | |
| 2006 | Karkat Rashi             | College girl              | Hindi   | TV |
| 2007 | Traffic Signal           | Noori                     | Hindi   | |
| 2007 | Life in a... Metro       | Shruti Ghosh              | Hindi   | Ganadora, Filmfare Best Supporting Actress Award                                                            |
| 2007 | Laaga Chunari Mein Daag  | Chutki (Shubhavari Sahay) | Hindi]] | |
| 2007 | Aaja Nachle              | Anokhi                    | Hindi   | |
| 2008 | Fashion                  | Herself                   | Hindi   | Special Appearance                                                                                          |
| 2008 | Dil Kabaddi              | Simi                      | Hindi   | |
| 2008 | 8                        | Zeinab ("How can it be?") | Inglés  | |
| 2009 | The President Is Coming  | Maya Roy                  | Inglés  | |
| 2009 | Luck by Chance           | Sona Mishra               | Hindi   | |
| 2009 | Wake up Sid              | Aisha Bannerjee           | Hindi   | |
| 2010 | Atithi Tum Kab Jaoge     | Munmun                    | Hindi   | |
| 2010 | Right Yaa Wrong          | Radhika Patnaik           | Hindi   | |
| 2010 | Iti Mrinalini            | Mrinalini Mitra           | Bengalí | |
| 2010 | Mirch                    | Lavni / Anita             | Hindi   | |
| 2010 | Sunglass                 |                           | Bengalí | |
| 2010 | Amavas                   | Nisha                     | Hindi   | |
| 2010 | Meridian                 | Pramilla                  | Hindi   | |
| 2010 | Saat Khoon Maaf          |                           | Hindi   | Special Appearance                                                                                          |